# L'An V de la révolution algérienne
L’An V de la révolution algérienne est un ouvrage de Frantz Fanon publié en 1959 aux éditions de François Maspero, réédité en 1966 sous le titre Sociologie d'une révolution. Ce recueil d'essais étudie la Guerre d’Algérie à travers différents points de vue et études sociologiques, comme la place de la médecine, des femmes ou encore de la radio dans la société franco-algérienne.

## Contexte
Frantz Fanon, médecin français martiniquais, est affecté en tant que médecin psychiatre et chef de service à Blida-Joinville, en 1953. À ce moment-là, Fanon ne connaît rien à l’Algérie : il ne parle ni l’arabe, ni le berbère.
Ce n’est qu’au fil des ans, soignant les torturés algériens et les officiers français tortionnaires, que son sentiment d’appartenance à la France et à sa nationalité s’estompe. Lors des débuts de la Guerre d’Algérie, Fanon fait le choix de s’engager dans la résistance aux côtés des Algériens : s’annonce alors une rupture identitaire et idéologique. Sa démission de son poste de chef de service de l'hôpital de Blida-Joinville en 1956, son virage politique décisif ainsi que son implication avec le Front de libération nationale (FLN) font de lui un homme recherché par l'Etat français. En janvier 1957, le gouvernement français l'expulse du territoire avec un délai de 48 heures pour quitter le sol algérien. Il est recherché par les services de renseignements français et essuie plusieurs tentatives d'assassinat de colons franco-algériens. Sa réputation de théoricien révolutionnaire est faite. 
Fanon n'est donc plus en Algérie mais à Tunis, avec le FLN sur place : il devient éditeur au El Moudjahid et fait des conférences à l'université de Tunis. Il fait partie de la délégation algérienne au congrès panafricain d'Accra. C'est pendant cette période qu'il écrit L'An V de la révolution algérienne, publié ensuite en janvier 1959 aux éditions de François Maspero. Cet ouvrage est d'autant plus important que l'analyse de la révolution algérienne par Fanon a un lien avec sa propre identité : rompant avec sa nationalité française, il se considère comme Algérien, se faisant même un faux-passeport au nom d'Ibrahim Omar Fanon. C'est également l'un des trois ouvrages avec lesquels il sera inhumé, avec Les Damnés de la Terre et Peau noire, masques blancs.

### Contexte historique
Lorsque Frantz Fanon écrit L'An V de la révolution algérienne, la Guerre d'Algérie a déjà débuté depuis 6 ans.
En 1954, les Algériens musulmans, soumis à un statut différent des autres populations en présence, décident de prendre les armes. La lutte armée s'organise autour du CRUA, fondé en mars 1954. Très vite, le Front de libération nationale (FLN) et le Mouvement national algérien (MNA) se disputent la future représentation de l'Etat à venir.
Lors des premiers mois de lutte, les hommes du FLN attaquent surtout des musulmans proches des Européens. Rapidement, devant l’essoufflement du mouvement, Youcef Zighoud organise les massacres du Constantinois où environ 150 personnes perdent la vie.
En mars 1956, la Tunisie et le Maroc sont rendus indépendants par les accords de La Celle-Saint-Cloud.
Plusieurs événements jalonnent ainsi le conflit, jusqu'à son intensification en 1957 avec la Bataille d'Alger entre janvier et septembre 1957, puis le Massacre de Melouza en mai 1957.
En 1958, avec le départ de Felix Gaillard, quelques généraux prennent le pouvoir à Alger : c'est le fameux Putsch d'Alger. En conséquence, De Gaulle prend la tête de l'Etat et crée la Cinquième République.
En 1958, le conflit s'étend en métropole et la France connait une série d'attentats, pendant qu'en Algérie, le MNA et le FLN se livrent une véritable guerre civile.
En mars 1959, le colonel Amirouche, qui voulait se présenter à Tunis pour rencontrer le Gouvernement provisoire de la République algérienne (GPRA), est assassiné par des troupes françaises.

### Contexte littéraire
À partir des années 1920, on peut remarquer l’apparition d’une « littérature de protestation », grâce au roman Batouala de René Maran, et véritablement émergée grâce à Aimé Césaire (dont Fanon a été l’élève), Léopold Sédar Senghor et le mouvement de la négritude ; mais son importance est moindre dans les années 1950-1960, alors que le Nouveau Roman (représenté par Michel Butor, Nathalie Sarraute ou encore Alain Robbe-Grillet) domine. En 1956 se tient le Premier Congrès des écrivains et artistes noirs à Paris ; le deuxième se tient à Rome à 1958, sans que cela ne se ressente réellement sur les publications françaises de l’époque.
La littérature algérienne, à cette même période, ne réussit pas à se détacher de l’influence culturelle française ; les maisons d’édition des auteurs algériens sont françaises. Mais à partir de 1954, au vu du début de la guerre, elle se fait plus militante et plus engagée : mais son émancipation ne se profile qu’à la fin des années 1980, encore empreinte de la culture et de la littérature française.

## Contenu

### Introduction
L'introduction est écrite par Frantz Fanon lui-même en juillet 1959, après presque 6 ans de Guerre d'Algérie. Il explique à travers ces quelques pages l'évolution du conflit. Il commence par rappeler les propensions des  différents organes révolutionnaires, comme le Gouvernement provisoire de la République algérienne ou bien le FLN (Algérie), à condamner dans un premier temps les actions violentes tout en mettant en lumière la difficulté pour ces organismes de condamner des "frères" ayant agi de façon autonome.
Il rapporte ensuite comment la violence est créée par le colon par son entêtement à maintenir cette dernière colonie de peuplement, à la fois pour protéger les européens d’Algérie et pour continuer d'exploiter le Sahara, et par son attitude colonialiste visant à imposer sa domination et à exploiter les ressources humaine et économique de l'Algérie.
Selon lui, au moment où il écrit, le conflit est déjà allé trop loin. L'émergence d'un sentiment national algérien avec les attributs qui lui sont propres, à savoir un drapeau de l'Algérie et un Gouvernement provisoire de la République algérienne, la médiatisation de la guerre sur la scène internationale, le soutien de la part de nombreux autres peuples, sont autant de raisons qui ne permettent plus le recul des algériens.
Il précise vouloir exposer dans les paragraphes suivants la fissure qui s'est établie dans les consciences algériennes, entraînant par là le renouvellement de la société algérienne mais aussi l'étiolement de la mentalité coloniale.

### L'Algérie se dévoile
Frantz Fanon propose ici une analyse sociologique de l'évolution du voile, car il est pour lui un prisme visible de l'évolution des mentalités algériennes.
Il explique comment, dans un premier temps, le haïk est présenté par les occidentaux comme un signe d’oppression patriarcal et comment tout un programme est mis en place pour amener les femmes à le retirer (espérant ainsi créer une brèche dans les familles algériennes à travers elles). Il explique comment le "dévoilement" des femmes est perçu comme une victoire par le colonisateur et comment la "voilée" frustre, voire le rend agressif. Le voile est donc approprié par les femmes algériennes comme un moyen de résister au colon.
Ensuite, avec le recrutement de femmes dans la résistance, dès 1956, et les exigences des missions qui leur sont demandées (transporter des armes, de l'argent ou des bombes, faire le guet ou bien escorter des chefs militaires révolutionnaires connus des services de police), celles-ci sont amenées à se dévoiler afin de ne pas être repérées et d'évoluer dans les quartiers européens sans éveiller les soupçons. Fanon évoque la difficulté des femmes à se dévoiler, le ressenti de certaines d'être nues qui s'accompagne de la peur d'être vues par un parent ou un ami de la famille. D'un autre côté, il explique que la découverte des hommes et femmes de la révolution permet une évolution de la société.
Enfin, à partir de 1957, et parce que certaines femmes ont avoué sous la torture, tout le monde devient de nouveau coupable, le voile réapparaît pour ne pas soulever de questions de la part des autorités et les Européens se voient contrôlés comme les Algériens, réduisant ainsi leur sentiment de sécurité.
À partir du 13 mai 1958 et à la suite d'une nouvelle campagne d'occidentalisation, le voile est définitivement repris. Fanon y voit un moyen pour l’Algérienne d'affirmer que si elle se dévoile, ce n'est ni à l'appel de Charles de Gaulle et ni à celui de la France.

### « Ici la voix de l'Algérie »
L'auteur rapporte ici l'évolution de la place du poste de radio TSF dans les foyers en Algérie ainsi que dans les mentalités algériennes.
Fanon commence par rappeler que, avant 1945, les postes de radio sont possédés en Algérie à 95 % par des Européens, les 5 % restants appartenant à une "bourgeoisie algérienne évoluée" ou bien à des Kabyles anciennement émigrés en métropole. Il rappelle que Radio-Alger exprime tout d'abord la société coloniale et ses valeurs. Elle est à la fois un moyen de résistance contre l'arabisation pour l'Européen et un moyen de pression culturel sur la société algérienne. 
À partir de 1945, avec les Massacres de Sétif, Guelma et Kherrata, l'Algérie rentre sur le devant de la scène internationale et se voit offrir la solidarité des peuples américains, européens et africains. La création de stations émettrices en Syrie, au Liban ou encore en Égypte voit l'introduction massive du poste TSF en Algérie afin de capter des radios étrangères et arabes. Dans le même temps, Radio-Alger tente de trouver des représentants algériens à faire passer sur leurs ondes.
Avec les premiers événements en Tunisie en 1951-1952 puis la guerre de libération du Maroc en 1952-1953, l'entrée de l’Algérie le 1er novembre 1954 au sein du Front Maghrébin Anticolonialiste et le début de la révolution algérienne, l'attitude des arabes d'Algérie face à l'information change. On voit circuler de nombreuses rumeurs, toujours favorables à la révolution, qui changent l'attitude des Algériens et les rendent plus confiants. Dans un même temps, ceux-ci développent un intérêt pour la presse écrite de métropole mais très vite, ils se rendent compte que l'achat de ladite presse les compromet. Ils développent donc une technique qui consiste à faire acheter ces journaux par des enfants. Les autorités françaises répliquent en interdisant la vente de L'Express, de L’Humanité et de Libération à des mineurs. Dans un même temps, le comité de révolution appelle à boycotter Radio-Alger.
Dès fin 1956, des tracts sont distribués dans les rues pour appeler à écouter la Voix de l'Algérie libre, en un rien de temps les marchands sont dévalisé. Les ventes de postes de radio sont donc interdites par les Français (sauf certificat délivré par la sécurité militaire) et les postes à piles sont complètement prohibés, ce qui donne lieu au développement d'un énorme marché de contrebande. Le colon tente donc aussi de brouiller les signaux récepteurs de cette radio pirate entraînant contre son gré la création d'un sentiment national d'une Algérie qui se retrouve le soir, devant le poste TSF.
À partir de 1957, les troupes françaises en opération prennent l'habitude de confisquer les postes de radio TSF. Mais avec la multiplication des émissions en provenance du Caire, de Damas, de Rabat ou encore de Tunis, les autorités mettent fin au système de brouillage.
Enfin, pour conclure ce chapitre Fanon explique comment la perception des voix françaises par les Algériens auparavant hostiles évolue vers une vision plus protectrice de ces mêmes voix (sentiment créé par la diffusion en trois langues de la Voix de l'Algérie libre) tandis que, de son côté, l'Européen, lui, perçoit dorénavant une sorte d'animosité dans les voix arabes (chose qui n'existait pas avant 1964). Le médecin Fanon remarque qu'avant 1954, les hallucinations auditives chez les Arabes montraient comme négatives les voix provenant de radio. Après cette année, au contraire, elles deviennent positives et aidantes.

### La famille algérienne
Fanon revient sur la création d'une société nouvelle qui oblige les différents membres de la famille à prendre position et à s'émanciper du père de famille.
Pour le fils qui s'engage dans la révolution, très vite, les autorités révolutionnaires se substituent au père (le même phénomène se produit vis-à-vis du frère aîné, qui perd sa pré-séance, car il est au même niveau que les autres au sein de la révolution). 
La fille, elle, qui avant était évitée par le père dès la puberté (donc mariée rapidement) s'émancipe. Le militantisme dont les filles font preuve mute leur image de femme en « sœur » (on voit même poindre, à cette époque, de nombreux discours glorifiant les femmes algériennes révolutionnaires). 
Les femmes se permettent de traiter leurs maris de lâche quand elles sont mariées à des hommes dont elles ne savent pas s’ils participent activement à la lutte. Quand elles sont avec des hommes engagés, elles les motivent, les rejoignent même parfois. La lutte cimente le couple tout en l'ouvrant sur l'extérieur. 
Au maquis, il n'est pas rare que des hommes demandent des « sœurs » en mariage. Même si la direction de la révolution au début refuse (ne voulant pas se substituer au père), elle accepte rapidement, imposant néanmoins un délai de trois mois. Le père, quand il apprend le mariage de sa fille, ne s'offusque pas, demande des photos et va même jusqu'à recevoir et choyer chez lui les enfants du jeune couple.
Enfin, dû au nombre important d'hommes emprisonnés, déportés ou exilés au Maroc ou en Tunisie, les femmes sont désormais amenées à subvenir seules aux besoins de leurs enfants et donc à sortir seules de chez elles sans protection.
Toutes ces mutations entraînent une émancipation des femmes et de la société tout entière.

### Médecine et colonialisme
Frantz Fanon explique la méfiance des musulmans d'Algérie face aux colons et donc face à la médecine moderne (méfiance augmentée par les rumeurs, parfois fondées, d'expériences médicales sur les Algériens). De plus, l'acceptation de ce système est interprété par les occidentaux comme une acceptation du colonialisme tout entier.
Lorsque l'Algérien rencontre le médecin, il ne le considère que comme un technicien et refuse de lui parler. Quand un diagnostic est arrêté, le patient ne prend pas ou mal les médicaments et les mélangent à la médecine traditionnelle. Il ne se rend pas non plus aux rendez-vous qui lui sont donnés.
Quand le médecin est un autochtone, et malgré la fierté tue de voir un des siens réussir, les mêmes choses se produisent. Celui-ci n'est plus considéré comme appartenant au groupe, est taxé de "maître" et n'est de surcroît jamais consulté par des Européens.
Certains médecins européens sont complètement acquis au colonialisme. Ils signalent (conformément aux lois) les blessés (à la même époque, les pharmaciens se voient interdits de vendre des médicaments sans ordonnance et sont aussi sollicités à signaler leurs clients), ils ne mentionnent pas, lors de procès, les tortures subies par les victimes, ils dissimulent des morts par torture en morts naturelles, ils utilisent des sérums de vérité malgré les interdictions internationales et n'ont aucune conscience médicale. C'est pourquoi, dit Fanon, ceux-ci sont exécutés malgré les lois de la guerre.
L'embargo sur les médicaments et l'obligation de signaler les blessés entraînent une fraude importante. Des stocks de médicaments sont envoyés de Tunisie et du Maroc à partir de 1956-1957. Au sein des maquis sont mis en place des cellules médicales et dès 1954, les médecins autochtones sont réintégrés. 
Peu à peu, les Algériens se soucient du médical et vont même à l'hôpital sur les conseils du médecin autochtone. Ce changement de point de vue s'accompagne même d'une baisse de leurs croyances anciennes.

### La minorité européenne d'Algérie
Fanon rappelle que même si certains colons acquis à la colonisation sont odieux (médecins acquis aux méthodes de la police judiciaire, prêtres dans les centres de regroupement qui procèdent à de véritables lavages de cerveaux...), tous les Européens ne sont pas à ranger dans le même sac. Certains sont des soutiens important du FLN, du MTLD ou même membres de l’UDMA et apportent une aide qu'ils savent illégale, en dépit du danger pesant sur leurs propres vies.
Les minorités européennes sont morcelées et il les classe en diverses catégories. Les juifs d'Algérie, tout d'abord, représentent 1/5ème de la population non-musulmane d'Algérie. Fanon dit que souvent, les juifs sont des commerçants du côté du capitalisme, car ceux-ci sont avantagés par leur statut français. Néanmoins certains aident et approvisionnent le FLN et sont même parfois arrêtés pour leur affiliation au mouvement. De plus, les trois quarts d'entre eux se sentent algériens. Certains participent à la libération nationale, dès la création des milices urbaine et rurale, ils contactent le FLN pour le rejoindre et celui-ci leur donne pour mission de devenir ses yeux et ses oreilles. Ils renseignent sur les itinéraires des milices, leurs armements, donnent parfois de l'argent à la lutte. Ces juifs d'Algérie, lorsqu'ils sont appelés par la révolution, la rejoignent et se revendiquent algériens.
Les colons d'Algérie ensuite, pareils aux juifs, ne sont pas tous colonialistes. Certains apportent de l'aide lorsqu'elle leur est demandée, et même s’ils refusent, ne signalent jamais la demande aux autorités. Ils stockent du blé pour les Algériens, des armes pour L'ALN, offrent une aide financière, refusent d'aider l'armée et renseignent le FLN des mouvements de miliciens et de militaires. Malgré leur aide, ils doivent être insoupçonnables au risque d’être pris pour cible par leurs pairs lorsque les assauts de l'ALN ne les touchent pas.
Les Européens des villes, enfin, travaillent au sein des cellules politiques. Les médecins soignent sans signaler, forment les futurs infirmiers et médecins militaires de l'ALN, volent du matériel et des médicaments pour la lutte. D'autres impriment les tracts, cachent des fugitifs, procurent des passeports, transportent des médicaments, armes et personnes.
Parfois, ce sont même des membres de la police qui aident la révolution en la renseignant.

### Conclusion
Frantz Fanon conclut que les changements sociologiques déjà entamés par le peuple au sein de la révolution algérienne sont d'ores et déjà des victoires qui appellent à un changement démocratique radical. Les mutations vécues par la société, les hommes et femmes algériens, s'entourent de la construction d'un sentiment national.
Il rappelle fermement que le colonialisme français, qui s'est installé et développé avec un désir de pérennité éternelle, et son caractère oppressif et raciste certain, ont entraîné une rupture ferme de la part des Algériens et un espoir de libération nationale.
Il s'interroge sur la réponse à venir du gouvernement français, la rupture étant désormais trop avancé pour un retour en arrière. Il dit qu'il est impossible de la mater, mais que si la France décide de prêter l'oreille aux revendications du peuple algérien, alors rien n'est encore perdu.
Il termine par cette phrase : « La révolution en profondeur, la vraie, parce que précisément elle change l'homme et renouvelle la société, est très avancée. Cet oxygène qui invente et dispose une nouvelle humanité, c'est cela aussi la révolution algérienne ».

## Réception de l'ouvrage
Six mois après sa publication, le livre est interdit d'édition par le gouvernement français. Il est réédité de nouveau par Maspero en 1966 sous le titre Sociologie d’une révolution.
Si Fanon est vite tombé dans l’oubli en France après sa mort, son œuvre est très vite débattue peu de temps après son décès. Dans l’imagerie populaire, Fanon est une sorte de prophète de la violence, image très vite critiquée par des marxistes comme Jack Woddis ou des libéraux comme Hannah Arendt. On peut, pour résumer l’œuvre de Fanon, citer Immanuel Wallerstein (toujours par Alessandrini) : « the aspects of Fanon’s work that ‘‘shocked the most, and were meant to shock the most’’ were those that posited the need for a total, violent break with colonialism ».
D’après Anthony C. Alessandrini, ce débat porte surtout autour de la question de l’appropriation de l’héritage de Fanon et de son usage dans les études ultérieures, jalonnées de tensions internes entre principalement les études culturelles post-modernes et post-coloniales, qu’on interchangerait trop facilement, selon lui. Malgré cela, il est reconnu très rapidement comme un théoricien majeur du postcolonialisme ainsi qu’un penseur révolutionnaire pilier : son œuvre est utilisée et appliquée par d’autres penseurs révolutionnaires tels que Fidel Castro, Che Guevara, Huey Newton ou encore Paulo Freire. La lecture de L’An V de la révolution algérienne par  Homi Bhabha dans Remembering Fanon : Self, Psyche and the Colonial Condition nous donne également l’image d’un homme qui, au-delà d’un promoteur de la violence, a su voir entre les « insterstices of historical change ».
Outre cela, L’An V de la révolution algérienne serait l’ouvrage le plus à même de montrer l’expérience traumatique du racisme chez Fanon, et de fait le traumatisme dans la société algérienne. On parle plus précisément de L’an V de la révolution algérienne comme l’un de ouvrages de Fanon les plus aboutis, « one of Fanon‘s most meticulous works on the Algerian Revolution » du fait de ses analyses socio-culturelles de la société algérienne sous emprise française. Il est aussi l’un des plus détaillés sur les horreurs de la guerre algérienne et de la répression française, l’ouvrage où l’on peut voir en même temps l’acculturation des Algériens et la destruction de la culture algérienne par la société française.
En somme, Fanon est surtout étudié pour son œuvre globale plus que pour cet ouvrage en particulier : nombreuses sont les études transversales de l’œuvre de Fanon, plus rares sont celles spécifiques à cet ouvrage. On cite L’An V de la révolution algérienne principalement pour se pencher sur le phénomène de destruction culturelle dont sont victimes les colonies et l’oppression coloniale.

#### Monographies
- Abdelkébir Khatibi, Le roman maghrébin, Paris, François Maspero, 1968 (non consulté).
- Anthony C. Alessandrini, Frantz Fanon : Critical Perspectives, Taylor & Francis, 1998.
- David Macey, Frantz Fanon, une vie, Paris, La Découverte, 2013.
- Frantz Fanon, L'an V de la révolution algérienne, La Découverte, 2011.
- Renate Zahar (trad. Willfried F. Feuser), Frantz Fanon : Colonialism and Alienation, Monthly Review Press Classics, 1974, p. 115 (non consulté).

#### Articles et chapitres
- Achille Mbembe, « De la scène coloniale chez Frantz Fanon », Rue Descartes, no 4,‎ 2007, p. 37-55 (lire en ligne)
- Beno Sternberg-Sarel, « Franz Fanon. « Ici la voix de l'Algérie » in L'An V de la révolution algérienne [compte-rendu] », Communications, no 1,‎ 1961, p. 208-209 (lire en ligne)
- Blake T. Hilton, « Frantz Fanon and Colonialism : A Psychology of Oppression », Journal of Scientific Psychology,‎ 2011, p. 45, 50 (lire en ligne)
- Jean-Pierre Durix et Jean-Pierre Joubert, « POSTCOLONIALES Littératures », Encyclopedia Universalis,‎ consulté le 30 avril 2019 (lire en ligne)
- Marc Michel, « Macey David, Frantz Fanon, une vie, traduit de l’anglais par Christophe Jacquet et Marc Saint-Upéry, 2011 ; Fanon Frantz, Œuvres, Peaux noires, masques blancs, L’An V de la Révolution algérienne, Les Damnées de la Terre, Pour la révolution africaine, 2011 [compte-rendu] », Outre-Mers. Revue d'histoire, nos 374-375,‎ 2012, p. 355-358 (lire en ligne)